# Carina Due
Carina Due (født 21. august 1981 i Kalundborg) er en dansk skuespiller, model og sanger.
Hun havde sin professionelle debut som skuespiller på Amager Scenen i 1997.
I 1998 blev hun model hos Unique Models. Goodyear valgte hende senere til at være deres faste ansigt, hvilket hun var fra 2001-2003.
Hun var kuffertpige i underholdningsprogrammet Deal/No Deal.
Til Danish Music Awards i 2008 var hun vært sammen med Jan Gintberg i Glassalen Tivoli.
Hun har under kunstnernavnet Cara Dove udgivet singler som "Freak for Love", "A Daydream Nightmare" og "Lonely".
I 2010 var hun vært for The Voice TV og dækkede showet Club Awards som blev afholdt i Club Danmark Hallen. 

## Filmografi
- Klassefesten 3 (2016)
- Remix (2008)
- Snuppet (2006)
- Unge Andersen (2005)
- Næste skridt (2005)
- Askepop - the movie (2003)
- Regel nr. 1 (2003)

### Tv-serier
- Kristian 2 - TV2 Zulu ( 2012)
- Borgen ( 2012)
- Livvagterne - DR (2008)
- Ørnen - DR (2005)
- Forsvar - TV2 (2004-2005)
- Krøniken  - DR (2004)
- Nissernes Ø - DR (2003)
- Edderkoppen
- Hvide løgne (1998-2001)

### Reklamefilm
- Nordisk Film Biografer
- Rema 1000
- Føtex
- Werenberg
- Ecco
- DSB
- Danish Line

## Diskografi
- "Lonely" (2008) Disco:Wax / Sony
- "A Daydream Nightmare" (2008) Disco:Wax / Warner
- "Freak For Love" (2006) Border Breakers
- Replay Dance Mania Danske Megahits (2004) Bonnier Music
- Re:play Grand Prix (2003) Bonnier Music
- "We can go anywhere" (2002) Universal Music

"A Daydream Nightmare" kom i 2008 med i filmen Blå mænd samt på filmens soundtrack. 
Desuden med på følgende opsamlingsalbums: Dance Chart 22, Dance Chart 23, Tuning Traxx 6, Winter Jam 2009, Paradise Hotel 2009 Soundtrack 
(download version), Dance Chart Winter-Spring 2009 – online version

## Musicals / Shows
- Pallesen og Pilmark Show i Cirkusbygningen
- Nattergalen på Folketeatret
- Gøngehøvdingen på Folketeatret
- Peters Jul på Amager Scenen